# Quatre animals harmoniosos
La faula dels quatre animals harmoniosos, quatre amics harmoniosos o quatre germans harmoniosos (tibetà: མཐུན་པ་སྤུན་བཞི།བཞི།, mthun pa spun bzhi o mthun pa rnam bzhi) és una de les històries Jātaka, que formen part de la mitologia budista, i un tema habitual en les obres d'art bhutanès i tibetà. Possiblement l'escena més recurrent en l'art popular bhutanès, apareix en nombrosos murals de temples, stupes i com a patró decoratiu en molts utensilis del dia a dia. A més de ser la rondalla més coneguda de Bhutan, gaudeix de gran popularitat a Mongòlia i el Tibet, on s'hi poden trobar incomptables referències.

## Resum

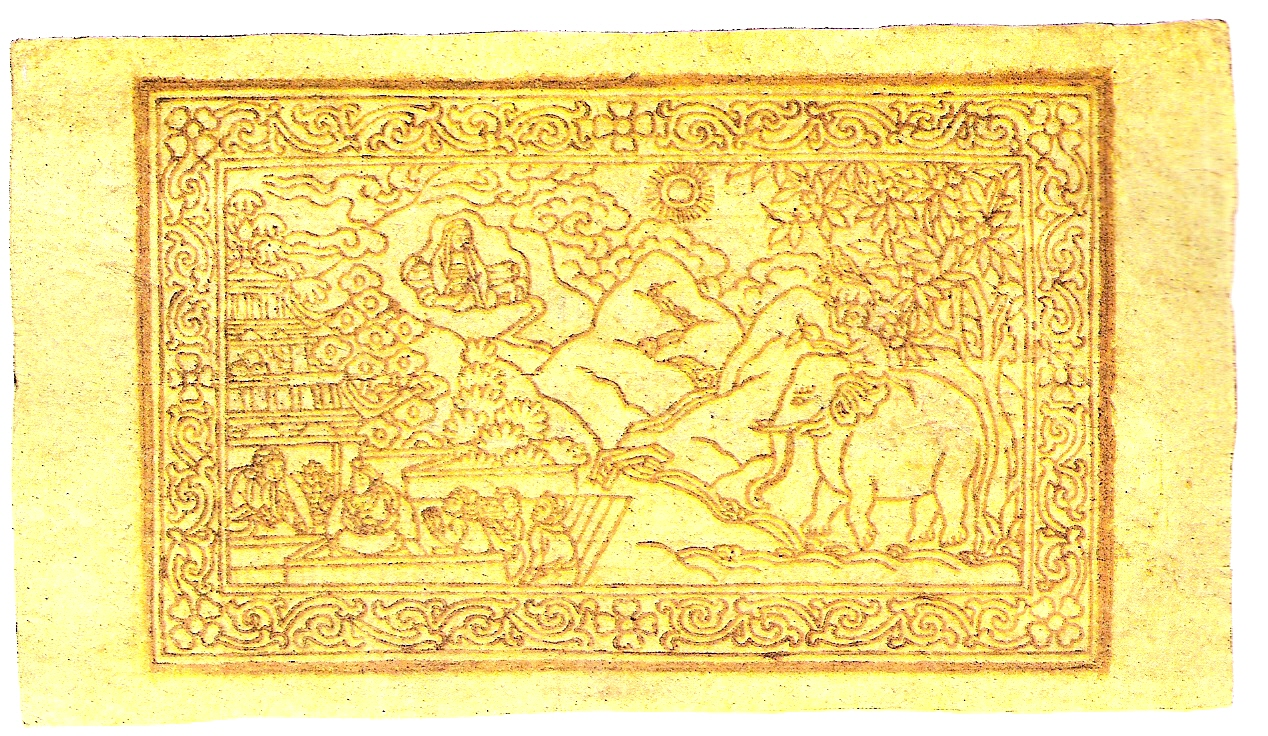
Revers d'un bitllet de 25 tam, del 1659 de l'era tibetana (corresponent al 1913), en el qual es poden apreciar els quatre animals harmoniosos a la dreta.

Una escena popular, habitual en les pintures murals dels edificis religiosos tibetans, consisteix en un elefant que es troba sota un arbre fruiter i porta un mico, una llebre i un ocell (generalment, una perdiu, però de vegades un gall salvatge o, a Bhutan, un calau) l'un damunt de l'altre. L'escena al·ludeix a una llegenda que narra com els quatre animals proven d'esbrinar quin d'ells era el més vell. L'elefant diu que l'arbre ja era alt i formós durant la seva joventut, mentre que el mico explica que l'arbre encara era petit quan ell era jove, la llebre diu que veié l'arbre quan encara era un plançó i l'ocell afirma que excretà la llavor de la qual germinà l'arbre. Així doncs, els altres reconeixen que l'ocell és el més vell i els quatre animals continuen vivint en una situació de cooperació i codependència, ajudant-se els uns als altres a gaudir dels fruits de l'arbre. Al final, es revela que la perdiu és una encarnació anterior de Buda. Aquest últim contà la faula, que pretenia inculcar el valor de la cooperació i la deferència pels superiors, després de veure que alguns dels seus seguidors no mostraven el degut respecte a Śāriputra, un dels seus principals deixebles.